# Avenida Congress (Metro de Filadelfia)
Avenida Congress  es una estación en la Ruta 101 y la Ruta 102 de la línea verde del Metro de Filadelfia. La estación se encuentra localizada en Garrett Road & Avenida Congress en Upper Darby, Pensilvania.  La Autoridad de Transporte del Sureste de Pensilvania (por sus siglas en inglés SEPTA) es la encargada por el mantenimiento y administración de la estación.

## Descripción y servicios
La estación Avenida Congress cuenta con 2 plataformas laterales y 2 vías.  

## Conexiones
La estación es abastecida por las siguientes conexiones: 
- Rutas de autobuses: ninguna